# Fernando Dueire
Fernando Antonio Caminha Dueire (Recife, Pernambuco, 14 de abril de 1959) é formado em economia pela Universidade Federal de Pernambuco e também é servidor público. É filiado ao Movimento Democrático Brasileiro (MDB). Dueire foi empossado pelo presidente do Senado, Rodrigo Pacheco, em cerimônia no Plenário em dezembro de 2022.
Ele era o primeiro suplente do senador Jarbas Vasconcelos, que se licenciou inicialmente do Senado Federal entre novembro de 2022 e março de 2023 por questões médicas; abrindo assim espaço para que Dueire pudesse tomar posse por 120 dias do mandato enquanto o mesmo estava licenciado. Todavia, Jarbas não retornou ao Senado Federal ao fim de sua licença e acabou se aposentando da vida pública e renunciando ao mandato em setembro de 2023. Por conta desta decisão, Dueire foi efetivado como senador titular em uma das cadeiras do Senado Federal pelo estado de Pernambuco.